# Svanstein
Svanstein är en småort  i Svansteins distrikt (Övertorneå socken) i Övertorneå kommun. Orten var tätort fram till 2010 för att därefter räknas som småort  och sedan på nytt igen räknas som tätort 2020 och småort igen 2023.
Svanstein ligger vid Torne älv strax norr om norra polcirkeln. På andra sidan älven ligger Turtola i Finland.

## Historia
Vid sjön Kuittasjärvi har stenåldersfynd hittats som visar tidig bosättning. Fynden finns bevarade på Statens historiska museum i Stockholm.
Svansteins bruk anlades 1753 av Abraham Steinholtz på Turtola bys mark vid Kuittasjokis utflöde i Torne älv. Abraham Steinholtz var gift med Sara Svanberg. Bruket fick namn efter dem. (Se även Meldersteins namnursprung.) Senare fick även byn namnet Svanstein. Järnbruket, som var ett av de så kallade Kengisverken (Svanstein tillsammans med Kengis bruk), lades ned 1803. Bruket ingick under 1790-talet i vad som hette "Torneå bergverk" tillsammans med Kengis bruk och Torneåfors masugn.

### Befolkningsutveckling
| Befolkningsutvecklingen i Svanstein 1945–2020 | Befolkningsutvecklingen i Svanstein 1945–2020 | Befolkningsutvecklingen i Svanstein 1945–2020 | Befolkningsutvecklingen i Svanstein 1945–2020 | Befolkningsutvecklingen i Svanstein 1945–2020 |
| --- | --------------------------------------------- | --------------------------------------------- | --------------------------------------------- | --------------------------------------------- |
| |                                               |                                               |                                               |                                               |
| År |                                               |                                               | Folkmängd                                     | Areal (ha)                                    |
| 1945 | 1945                                          |                                               | 376                                           | ##                                            |
| 1950 | 1950                                          |                                               | 419                                           | ##                                            |
| 1960 | 1960                                          |                                               | 283                                           | 37                                            |
| 1965 | 1965                                          |                                               | 315                                           | 37                                            |
| 1970 | 1970                                          |                                               | 270                                           | 37                                            |
| 1975 | 1975                                          |                                               | 258                                           | 40                                            |
| 1980 | 1980                                          |                                               | 255                                           | 131                                           |
| 1990 | 1990                                          |                                               | 253                                           | 123                                           |
| 1995 | 1995                                          |                                               | 250                                           | 123                                           |
| 2000 | 2000                                          |                                               | 222                                           | 123                                           |
| 2005 | 2005                                          |                                               | 207                                           | 122                                           |
| 2010 | 2010                                          |                                               | 177                                           | 122**                                         |
| 2010 | 2010                                          |                                               | 99                                            | 32#                                           |
| 2015 | 2015                                          |                                               | 177                                           | 90#                                           |
| 2020 | 2020                                          |                                               | 203                                           | 90                                            |
| Anm.: Upphörde som tätort 2010. Sammanvuxen med Kentänpää 2015. ## Som tätort/befolkningsagglomeration 1920–1950. ** Som upphörd tätort (mindre än 200 invånare) # Som småort. |                                               |                                               |                                               |                                               |

I samband med tätortsavgränsningen 1975 avgränsades tätorten på den nya ekonomiska kartan.

## Samhället
I Svanstein finns bland annat en skola med samtliga grundskolans årskurser.
I Svanstein finns alpin skidanläggning med hotell, stugor och restauranger.

## Idrott
Fotbollslaget Polcirkeln/Svanstein FF spelar i division 4 norra Norrbotten. Delar av den årliga fotbollsturneringen Midnattsolscupen spelas i Svanstein. Det 45 kilometer långa skidloppet Tornedalsloppet, som anordnats sedan 1968, startar i Svanstein och går i mål i Övertorneå. En skidanläggning, alpin och längd http://www.svansteinski.com/, finns på berget Pullinki.

## Sevärdheter
- Svansteins kyrka
- Konstmuseet Dränglängan med bland annat många vrilskulpturer.
- Brukstorpet
- Berget Pullinki som är en del av världsarvet Struves meridianbåge och som användes som mätpunkt i Maupertuis gradmätning år 1736.